# Bryant Building
El Bryant Building es un edificio comercial histórico ubicado en Cleveland (Estados Unidos). El edificio, diseñado por el destacado estudio de arquitectura local Christian, Schwarzenburg and Gaede, fue construido por Mall Motor Co. como su nueva sala de ventas y centro de servicio, y se completó en 1921. La estructura fue comprada por Bryant Motor Co. en 1922.
La estructura se agregó al Registro Nacional de Lugares Históricos (NRHP) el 11 de diciembre de 2014.

## Construcción del edificio
The Mall Motor Co. era un concesionario de automóviles ubicado en Cleveland, Ohio. En el otoño de 1920, Mall Motor Co. compró un largo en el lado norte de Superior Avenue entre las calles E. 12th y E. 13th. Ubicado en lo que ahora es 1261 Superior Avenue, el lote tenía un frente de 37 m en Superior Avenue,  y se extendió 49 m en el corazón de la manzana. Para diciembre, Mall Motor Co. había contratado a la destacada firma de arquitectura local de Christian, Schwarzenburg y Gaede para diseñar una estructura d $250 000 ($ 3,400,000 en dólares de 2021 ) que constaba de un sótano y dos pisos sobre el suelo. La construcción incluiría cimientos de ladrillo, estructura de acero, paredes y pisos de concreto reforzado y paredes interiores de ladrillo. La estructura también tendría calor de vapor .
El contrato de 250 000 dólares (3 800 000 en dólares de 2021 ) para el edificio se firmó en abril de 1921. La empresa de construcción local Lundoff Bicknell & Co. fue el contratista general y también proporcionó trabajos de albañilería, carpintería y ladrillos. El sistema de calefacción fue diseñado, fabricado e instalado por Warden & Lease; el sistema de plomería de Euclid Avenue Plumbing Co.; y el sistema de refrigeración por Lee H. Gould. En algún momento entre diciembre de 1920 y julio de 1921, otro lote de unos 43 m de profundidad y unos 18 m de ancho se compró en la parte trasera del 1261 Superior. El edificio se elevó rápidamente y se completó a fines de abril de 1921.
El edificio terminado se extendía desde Superior Avenue hasta Rockwell Avenue. presentaba un 351 m²   sala de ventas con 5 m techos altos y seis puertas de garaje con paneles de vidrio en el lado de la Avenida Superior del edificio. Un entrepiso con oficinas daba a la sala de ventas. El área de ventas también contó con baños reservados específicamente para clientes femeninos. Detrás de la sala de ventas había un 4274 m²   área de servicio y cochera. Esta área contó con un salón y duchas para uso de los empleados.
Mall Motor Co. inauguró formalmente la estructura el 24 de julio de 1921.

## Historia del edificio
Mall Motor Co. vendió el edificio a Bryant Motor Co. en septiembre de 1922.
En algún momento del siglo XX, el garaje en la parte trasera de 1644 m² fue demolido.
El condado de Cuyahoga compró el edificio poco antes de 1990 y lo utilizó como sede de la agencia de títulos del condado.
El condado de Cuyahoga comenzó a intentar vender los 2973 m² del edificio a un propietario privado alrededor de 2012. La estructura finalmente se vendió por una suma no revelada en 2016 a Masthead Brewing, una cervecería . Esta renovó los 1486 m² del frente del edificio como un restaurante, eliminando el falso techo. Se agregó un café en la acera al lado del edificio de la avenida Superior. La renovación conservó las puertas del garaje, que (cuando se levantaron) permitieron que el interior estuviera abierto a la calle durante el verano. Masthead Brewing abrió sus puertas en enero de 2017.